# Рубінчик Алла Марківна
Рубінчик Алла Марківна (нар. 25 грудня 1922, Київ — пом. 28 січня 2010, Лінн, США) — радянська та українська шахістка, психіатр, вчений-медик. Чемпіонка України із шахів серед жінок 1950 року, майстер спорту СРСР (1959).

## Біографія
Народилася 24 грудня 1922 року в Києві, навчалася в 79 школі.

Вихованка тренерів Овсія Поляка та Абрама Замиховського. Перед Другою світовою війною успішно брала участь у змаганнях школярів. У 1936 році перемогла в одній із груп чемпіонату СРСР серед дівчат. Зіграла внічию з Хосе Раулем Капабланкою в сеансі одночасної гри на 30 шахівницях з юними шахістами, що відбувся за участі третього чемпіона світу у Києві в червні 1936 року.
Після війни увійшла до числа провідних шахісток Києва та Української РСР. Двічі перемагала у чемпіонатах Києва із шахів серед жінок (1947, 1950), а також двічі посідала друге місце у цьому турнірі (1948, 1949). 

У 1950 році спільно із Бертою Вайсберг стала переможницею першості України 1950 року. Окрім того, багаторазова призерка першостей України з шахів серед жінок, зокрема ділила 3—4-те (1946) та 2—3-тє (1947, 1960) місця. Двічі перемагала на чемпіонатах ДЗГ «Медик» із шахів серед жінок (1948, 1949).
Брала участь у фіналі чемпіонату СРСР з шахів серед жінок у 1959 році. У 1954 році представляла команду «Динамо» в розіграші командного Кубка СРСР із шахів і посіла третє місце в командному заліку.
Закінчила Київський медінститут (нині Національний медичний університет імені О. О. Богомольця). Працювала у психіатричній лікарні імені Павлова у Києві. У 1961 році журнал «Невропатологія і психіатрія» опублікував її статтю про лікування шизофренії за допомогою шахів.
 У 1992 році емігрувала до США. Померла 28 січня 2010 року у віці 87 років.